# Nauru Television
A Nauru Television (também conhecida como NTV), fundada no dia 31 de maio de 1991, é uma emissora de televisão estatal, de meio não-comercial com sede na República de Nauru. É operada pelo Nauru Broadcasting Service e supervisada pelo Nauru Media Bureau, sendo a única emissora de televisão do país. Transmite em sinal analógico.

## História
A Nauru Television foi fundada em uma cerimônia formal no dia 31 de maio de 1991. As transmissões regulares foram iniciadas no dia seguinte, 1º de junho de 1991, por 5 horas diárias.
A Television New Zealand proveu capacidades técnicas e treinamentos operacionais básicos à NTV. A TVNZ também foi contratada para prover programas estadunidenses e neozelandeses por meio de fitas VHS despachadas em Nauru regularmente por meio de voos da Air Nauru até o ano de 1995, quando os custos foram considerados muito altos e outros programas começaram a ser providos com emissoras australianas e outros contatos.
Um incêndio ocorrido entre os anos de 2005 e 2006 atingiu a sede da Nauru Television, danificando os 2 transmissores UHF da emissora, deixando apenas um transmissor e reduzindo a capacidade da emissora para apenas uma estação de televisão.

## Especificações

### Primeiras capacidades técnicas
As primeiras capacidades técnicas foram iniciadas sob um contrato com a Television New Zealand, que também proveu treinamentos operacionais básicos para os funcionários da NTV operarem transmissões ao vivo. As transmissões originais eram de 5 horas diárias, cobrindo a maior parte da ilha. Taxas para financiar a Nauru Television foram cobradas, porém, essas taxas foram derrubadas, e hoje os fundos da NTV são provenientes do governo. Em 2001, a NTV começou a ter seus programas providos pela Australian Broadcasting Corporation, por meio de um acordo realizado naquele ano.

### Atualmente
A NTV transmite 24 horas por dia, operando em sinal aberto. Apesar de já ter atingido toda a ilha, atualmente o sinal da emissora cobre apenas metade do país. Suspeita-se que isso ocorre devido a problemas técnicos.

#### Equipamentos
A emissora transmite apenas em sinal analógico, por meio de uma sala na sede que consiste num computador, onde é utilizado o editor de vídeos Adobe Premiere Pro.
A maioria dos equipamentos de transmissão da sede do Nauru Media Bureau são bastante antigos ou danificados, não sendo renovados desde as suas inspeções em 1991, após a fundação da emissora. Existem apenas duas torres de transmissão e dois transceptores utilizados pela NTV: tanto a torre principal como o transceptor primário estão em Yaren, próximos à sede da emissora, enquanto os equipamentos secundários se localizam no topo do Command Ridge, o ponto mais alto do país, próxima à torre da Digicel.
Três antenas de satélite são usadas pela emissora, todas localizadas em Yaren. Existem também uma quarta antena localizada nos escritórios de telecomunicações que não vem sendo usada pela emissora no momento, conhecida como a "outra antena". Esta antena também pode ser utilizada para a transmissão de sinal digital. A emissora tem 2 receptores, que foram enviados pela BBC e pela Television New Zealand.

## Conteúdo

### 1991-1999
Durante o lançamento da NTV, a política geral aplicada pela emissora e seus objetivos foram:
- Apresentar uma programação que reflita e promova os interesses culturais, educacionais, comunitários e sociais de Nauru.
- Ter tipos de programas balanceados (notícias, atualidade, documentários, esportes, comédias, programas infantis, dramas, saúde, educação, etc).
- Prover aos telespectadores nauruanos uma melhorada base de informações do mundo.
- Apresentar um programa de notícias locais diário de 5 a 10 minutos.
- Transmitir eventos esportivos locais importantes e eventos sociais.
- Compilar e apresentar um programa semanal de 15 a 30 minutos sobre os interesses locais, em 12 meses de comissionamento.
- Promover as habilidades da televisão local de realizar programas.

Em 1998, foi reportado pelo Secretariado da Comunidade do Pacífico que a NTV transmitia 3 programas produzidos localmente: o boletim de notícias "Focus Nauru", que era transmitido às 21:30, "Good Morning Nauru", um talk show transmitido nas manhãs, e o programa "Special Editions", que transmitia tópicos de interesse durante a semana. Tanto "Focus Nauru" como "Special Editions" mostravam itens em peixarias e programas sobre problemas ambientais. Programas do Secretariado (como "Segurança no Mar") também foram transmitidos.
A Nauru Television transmitiu pela primeira vez os Jogos do Pacífico de 1999, realizados em Santa Rita, Guam, incluindo as cerimônias de abertura e encerramento. Cinco esportes foram transmitidos simultaneamente e outros foram adiados para uma transmissão posterior.

### Início dos anos 2000
No início dos anos 2000, a NTV passou a transmitir exclusivamente conteúdo fornecido pela Corporação de Transmissão Australiana, com a grave situação de economia do país e ainda a falta de uma câmera em funcionamento por parte da NTV. Posteriormente, suas capacidades foram ampliadas com a ajuda econômica da Austrália. Em 2002, foi informado que a NTV só possuía um programa produzido localmente, um boletim de notícias diário de meia-hora produzido pela própria NTV no formato S-VHS. Nesse período, a NTV começou a produzir um número menor de notícias, devido aos altos custos de produção.

### Atualmente
Atualmente, a NTV transmite, quase em sua totalidade, conteúdo da Australian Broadcasting Corporation (ABC) e da British Broadcasting Corporation (BBC). Dois boletins de notícias diários são transmitidos às 19:30 e às 21:30 do horário local, na língua nauruana. O boletim também inclui produz programas de informação e publicidade.
A Nauru Television transmite seus programas tanto em nauruano como em inglês.

## Controvérsias

### Censura
Recentemente, o governo de Nauru vem se esforçando para restringir a cobertura de eventos políticos, censurando a emissora e tentando dificultar a entrada de jornalistas estrangeiros na ilha. O Parlamento aumentou o custo do visto para jornalistas para restritivos de duzentos para oito mil dólares australianos, com o objetivo de restringir a cobertura da mídia internacional sobre o controverso centro de detenção para imigrantes australianos. Em outubro de 2015, Chris Kenny foi o primeiro jornalista em 18 meses a receber um visto de Nauru.
Em maio de 2013, o presidente Sprent Dabwido baniu que reportagens políticas fossem realizadas pela NTV e a Nauru Radio, os únicos meios de comunicação do país, apenas 2 semanas antes das eleições locais. Posteriormente, Sprent retirou o banimento, porém requeriu que todas as entrevistas com parlamentares fossem antes aprovadas por seu governo.
Em julho do mesmo ano, enquanto o presidente eleito em junho daquele ano, Baron Waqa, estava fora do país, David Adeang, que estava atuando como presidente, tomou a decisão de banir a mídia local de transmitir uma entrevista com Matthew Batsiua, ministro do parlamento opositor do governo, sobre o centro de detenção para imigrantes australianos. Duas semanas antes, a cobertura da mídia sobre a revolta de julho de 2013 no centro foi restringida.
Em maio de 2000, a polícia do país invadiu a Nauru Television e confiscou uma fita VHS de uma gravação de uma sessão no parlamento de Nauru.

### Caso doFour Corners
Em 2004, o governo do presidente Ludwig Scotty, com o objetivo de conseguir reeleição, ordenou a NTV a transmitir o programa Four Corners, da Australian Broadcasting Corporation sobre o mal gerenciamento das finanças do país insular pelo governo do antigo presidente do país, René Harris, todas as noites, pelas 2 semanas antes da eleição. Harris protestou, dizendo que a NTV "se recusou a dar a ele uma oportunidade igual para explicar o seu lado da história". Scotty foi re-eleito.